# Desratización
La desratización es el conjunto de medidas y técnicas destinadas al control, ahuyentar y/o eliminación de roedores, especialmente ratas o ratones, en entornos urbanos, industriales y agrícolas. La presencia de roedores puede causar daños a la propiedad, propagación de enfermedades (zoonosis) y por consiguiente, riesgos para la salud pública.
Se trata de un proceso esencial para mantener entornos urbanos y rurales en condiciones salubres y seguros frente a trasmisión de enfermedades. La combinación adecuada de medidas de prevención y control puede ayudar a reducir las poblaciones de roedores y prevenir los riesgos para la salud pública. También hay que tener en cuenta las consecuencias que puede provocar la desratización sobre todo en temas  ambientales y de seguridad.

## Plan de acción
Dentro del plan de acción también se puede dividir en varias etapas, entre ellas las más comunes son:
1. Medidas preventivas: Consisten en acciones que eviten la aparición de roedores, como por ejemplo reparación de agujeros, tapas, cajas y sellado de huecos, cambios en el almacenaje de la comida o basura que suelen ser los productos que más buscan los roedores.
2. Medidas de control: Se aplican medidas contra la plagas como colocación de trampas o fumigaciones de la zona afectada.
3. Elección de la técnica: Trampas, como las ratoneras,  Rodenticidas, fumigación, etc..
4. Momento oportuno:  Elección del momento adecuado para realizar la desratización.
5. Seguimiento: Después de realizar una desratización hacemos un seguimiento para asegurarnos de que la plaga ha desaparecido. Y en su defecto, incineración del animal para prevenir posibles zoonosis una vez neutralizado.

## Métodos
La desratización implica una variedad de métodos que pueden ser adaptados a las necesidades específicas de cada situación. Algunos de los métodos más comunes incluyen:
1. Saneamiento: Mantener un ambiente limpio y libre de restos de alimentos y desechos que puedan atraer a los roedores. Eliminar los factores que favorecen la proliferación de roedores es un paso clave en la prevención.
2. Exclusión: Sellado de posibles puntos de entrada en edificios y estructuras para evitar que los roedores ingresen. Bloquear fisuras y aberturas ayuda a prevenir la entrada y propagación de roedores.

3. Trampas: Uso de trampas para capturar ratas vivas o matarlas de manera controlada. Las trampas pueden ser una forma efectiva de reducir las poblaciones de roedores. Una trampa clásica para capturarlas es la ratonera. 

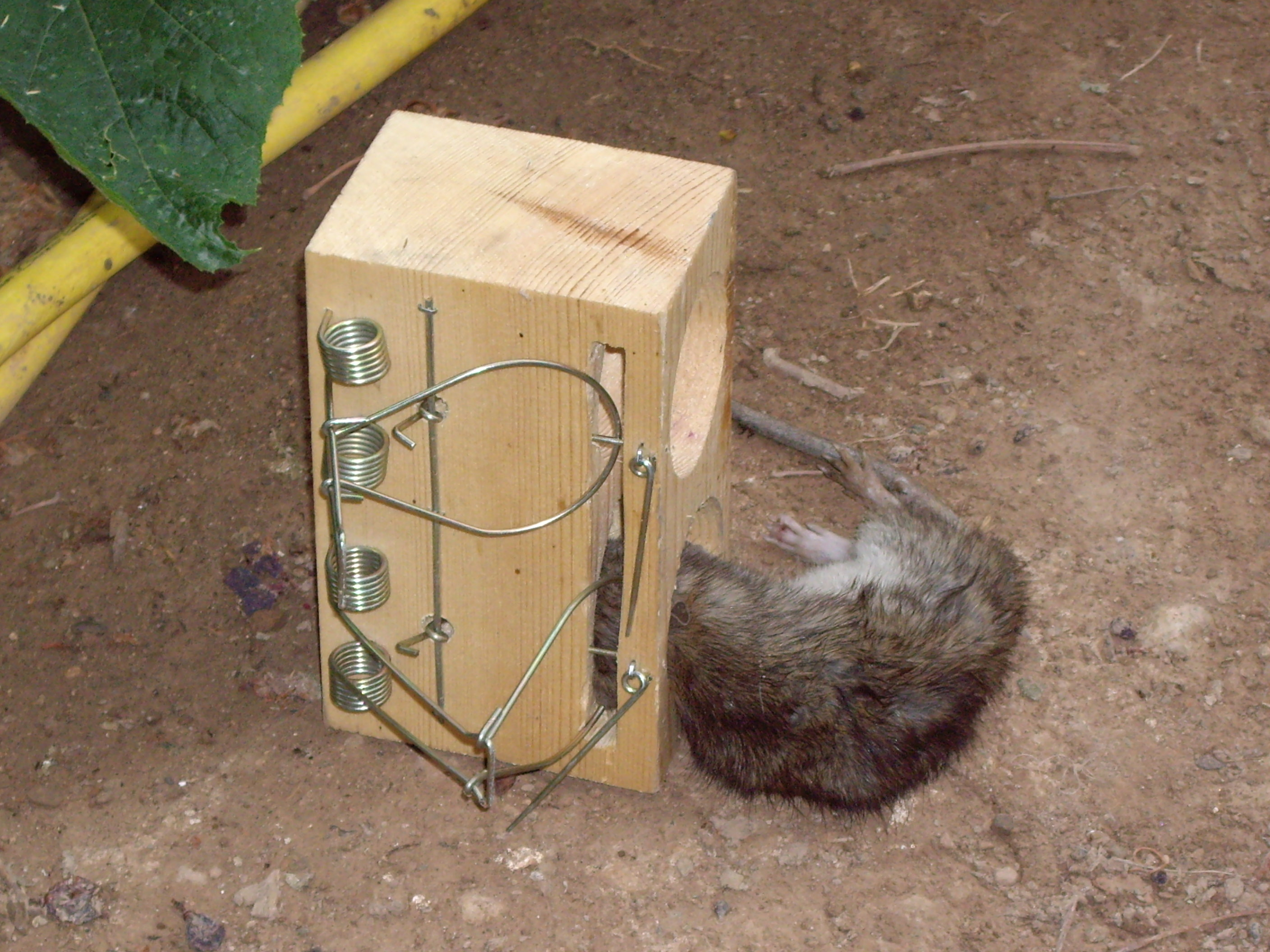
Rata capturada en una ratonera.

4. Cebos envenenados: Utilización de cebos envenenados para controlar las poblaciones de roedores. Estos cebos deben ser manejados con precaución y por profesionales capacitados para minimizar riesgos para otras especies y para la salud humana.
5. Técnicas Biológicas: Introducción de depredadores naturales de roedores en un área para controlar sus poblaciones. Esto puede incluir el uso de aves de presa u otros depredadores naturales, como los gatos o perros ratoneros en los entornos domésticos.
6. Técnicas de Control Químico: Utilización de productos químicos y rodenticidas específicos para controlar a los roedores Aunque también se presentan: repelentes (que evitan la aparición de nuevos individuos), como la ciclohexamina; fumigantes, altamente tóxicos, como el cianuro o el bromuro de metilo; y raticidas, ya sean de efecto agudo o retardado. Estos últimos suelen ser anticoagulantes que, en algunos casos, poseen aplicaciones clínicas en humanos (warfarina). Estos productos deben ser aplicados por profesionales en control de plagas.

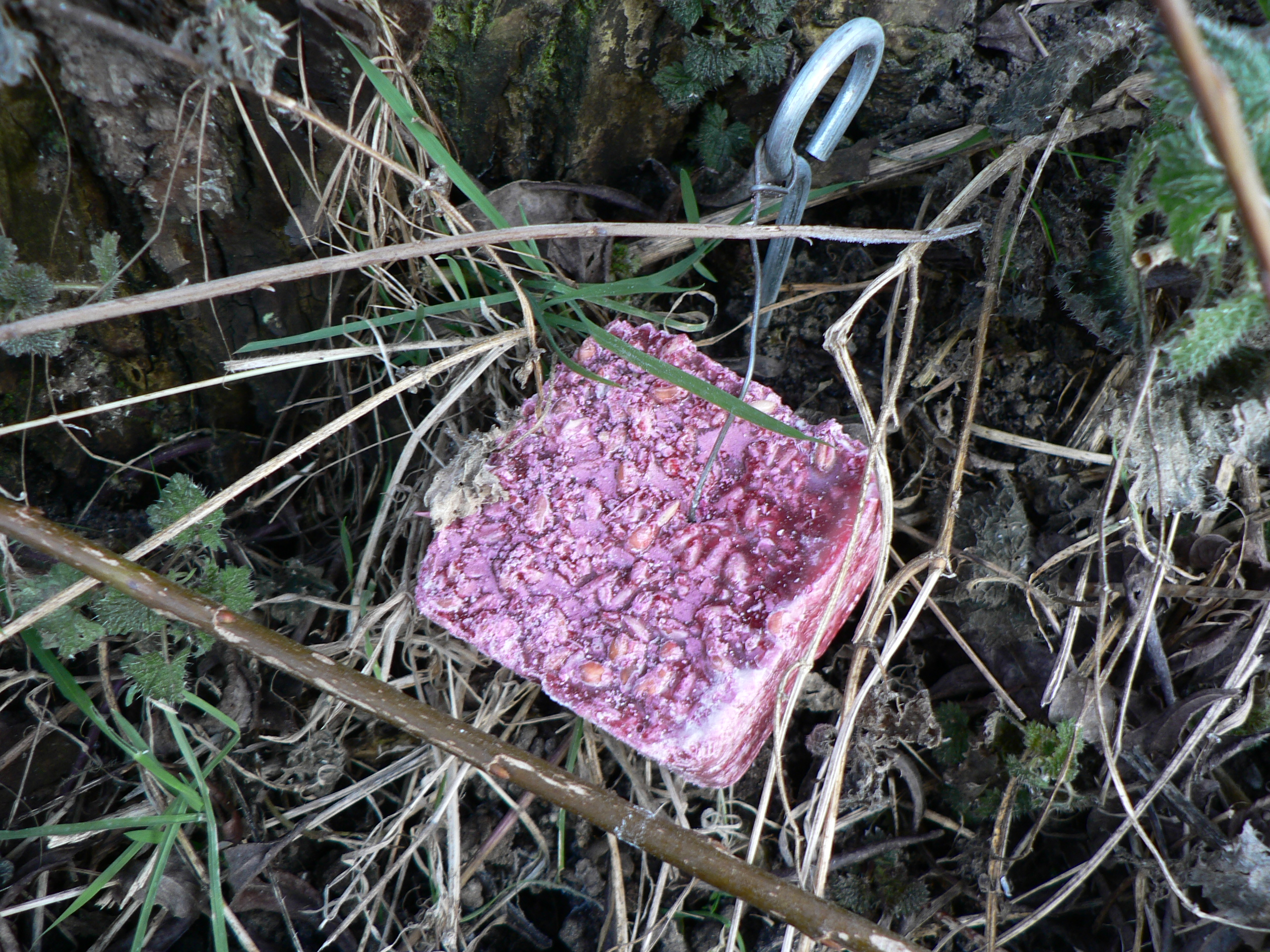
Rodenticida para ratas

7. Técnicas Físicas: Producen la huida de los animales. Típicamente mediante ultrasonidos.

## Importancia de la desratización
La desratización es fundamental para prevenir daños económicos y para la salud pública. Los roedores pueden causar daños en infraestructuras, alimentos y propiedades, además de ser vectores de enfermedades, proceso conocido como zoonosis. La leptospirosis, la peste bubónica, los hantavirus y la Toxoplasmosis, son ejemplos de enfermedades transmitidas por ratas que pueden representar riesgos para la salud humana.

## Consideraciones ambientales y de seguridad
Es importante abordar la desratización con responsabilidad. Algunos métodos de control, como el uso de cebos envenenados, pueden tener impactos negativos en otras especies y el medio ambiente si no se usan adecuadamente. Por esta razón, se recomienda contar con profesionales en control de plagas que estén capacitados para aplicar las medidas de manera segura y efectiva. Muchas veces con neutralizar al animal no basta e implica tomar medidas adicionales como la incineración del animal para evitar posibles zoonosis.

## Categorías
- Datos: Q279297